# Gargždų miesto centrinis stadionas
Gargždų miesto stadionas eller Centrinis stadionas är ett fotbollsarena i Gargždai i Litauen. Den är hemmaarena för FK Banga, Banga Gargždai (damer) och tidigare SC Pramogos.

## Fotbollsarenan
Gargždų miesto stadionas byggdes 1970. Stadion är den främsta utomhus rekreation, underhållning och idrottsplats i staden Gargždai, med en kapacitet på 2 300 åskådare. 
Stadion är hem för träning och hemmamatcher för Banga fotbollslag, friidrott och andra sporter.
Stadsstadion Gargždai var belagd 2017 med banbrytning, utrustad med två basketplaner, två långa hopp, bollkastning och diskoskastningszoner och köpte tre mobila basketstativ. 
Alla dessa jobb krävde mer än 264 000. euro.

## Övrigt
- Kapacitet: 2 300.[2]
- Publikrekord: (?)
- Spelplan: 105 x 68 m.
- Underlag: Konstgräs.
- Belysning: (+)
- Byggnadsår: 1970 m.
- Total byggkostnad: (?)